# Put the Blame on Mame
Put the Blame on Mame (Échale la culpa a Mame) es una canción de Allan Roberts y Doris Fisher compuesta en 1946 para la película Gilda de Charles Vidor, grabada por Anita Ellis e interpretada en playback por Rita Hayworth en la mítica escena de striptease en la que se quita un guante.
La letra dice que Mame fue la culpable del gran incendio de Chicago de 1871, de la tormenta de nieve de Nueva York de 1886, del terremoto de San Francisco de 1906 y de la muerte de Dan McGrew, personaje imaginario de un poema de Robert W. Service.
La canción ocupa el puesto número 84 en la lista de las 100 canciones más representativas del cine estadounidense.

## Otras versiones
- Somethin' Smith and the Redheads
- Tapio Rautavaara (en finés)
- Viktor Lazlo
- Eduardo Armani y su Orquesta